# Morti il 2 settembre
| Questa pagina contiene informazioni ricavate automaticamente dalle voci biografiche con l'ausilio del template Bio e di un bot. L'aggiornamento è periodico e automatico e ricostruisce completamente la pagina. Se manca una persona in questa lista, sei pregato di non aggiungerla, ma accertati piuttosto che la sua voce biografica contenga il template Bio e che i dati anagrafici siano correttamente compilati. Se il template Bio manca, inseriscilo tu stesso o, in alternativa, metti l'avviso {{tmp\|Bio}} che ne segnala la mancanza. Se i dati riportati sono sbagliati, correggi direttamente la voce biografica; le modifiche saranno visibili in questa lista entro pochi giorni. Per chiarimenti vedi il progetto biografie. La lista contiene solo le 506 persone che sono citate nell'enciclopedia e per le quali è stato implementato correttamente il template Bio. Pagina aggiornata al 5 ago 2025. |

## V secolo(2)
- 421 - Costanzo III, politico e generale romano
- 459 - Simeone Stilita il Vecchio, monaco cristiano siro

## VI secolo(1)
- 595 - Giovanni IV Nesteutes, vescovo bizantino

## VII secolo(1)
- 700 - Agricola di Avignone, vescovo francese

## VIII secolo(1)
- 800 - Turpino, arcivescovo franco

## XI secolo(5)
- 1022 - Máel Sechnaill mac Domnaill, sovrano irlandese
- 1031 - Emerico d'Ungheria, principe e santo ungherese
- 1052 - Ibn Butlan, medico arabo (n. 1001)
- 1083 - Munjong di Goryeo, re coreano (n. 1019)
- 1095 - Alberto da Prezzate, religioso italiano (n. 1025)

## XII secolo(1)
- 1192 - Ibn Shahrashub, giurista persiano (n. 1095)

## XIII secolo(4)
- 1216 - Pietro di Lucedio, religioso e patriarca cattolico italiano
- 1274 - Principe Munetaka, militare giapponese (n. 1242)
- 1282 - Ingrid Elofsdotter, religiosa svedese
- 1282 - Benedetto Sinigardi, francescano italiano

## XIV secolo(3)
- 1332 - Jayaatu Khan, imperatore cinese (n. 1304)
- 1348 - Giovanna d'Inghilterra, principessa inglese (n. 1335)
- 1397 - Francesco Landini, compositore, organista e poeta italiano

## XV secolo(4)
- 1436 - Wojciech Jastrzębiec, arcivescovo cattolico polacco (n. 1362)
- 1450 - Andrea di Giusto, pittore italiano
- 1483 - Ausias Despuig, cardinale e arcivescovo cattolico spagnolo (n. 1423)
- 1486 - Guy XIV de Laval, militare francese (n. 1406)

## XVI secolo(9)
- 1501 - Gianfrancesco Sanseverino, nobile e condottiero italiano
- 1502 - Ahuitzotl, imperatore azteco
- 1534 - Gerald FitzGerald, IX conte di Kildare, militare irlandese (n. 1487)
- 1540 - Lebna Denghèl, re etiope (n. 1496)
- 1541 - Gül Baba, poeta ottomano
- 1559 - Yūki Masakatsu, militare giapponese (n. 1503)
- 1593 - Maximilian von Pernstein, nobile e religioso ceco (n. 1575)
- 1595 - Annibale di Capua, arcivescovo cattolico italiano
- 1596 - Giovanni Maria Zappi, storico e biografo italiano (n. 1519)

## XVII secolo(15)
- 1605 - Emanuele Quero Turillo, vescovo cattolico spagnolo (n. 1554)
- 1609 - Ippolito Baccusi, compositore italiano
- 1614 - Pietro Caetani, VI duca di Sermoneta, militare italiano (n. 1562)
- 1621 - Claudio Rangoni, vescovo cattolico e diplomatico italiano (n. 1559)
- 1626 - Antonio Franco, presbitero italiano (n. 1585)
- 1626 - Giovanni Battista d'Ornano, generale francese (n. 1581)
- 1630 - Antonio Maria Crespi Castoldi, pittore italiano
- 1647 - Ascanio Turamini, vescovo cattolico italiano (n. 1586)
- 1649 - Abraham Matthijs, pittore fiammingo (n. 1581)
- 1651 - Kösem Sultan, ottomana
- 1652 - Jusepe de Ribera, pittore spagnolo (n. 1591)
- 1664 - Antoine de Lalouvère, matematico e gesuita francese (n. 1600)
- 1677 - Wallerant Vaillant, pittore, disegnatore e incisore olandese (n. 1623)
- 1680 - Per Brahe il Giovane, politico svedese (n. 1602)
- 1690 - Filippo Guglielmo del Palatinato, conte (n. 1615)

## XVIII secolo(28)
- 1705 - Giacinto Camillo Maradei, vescovo cattolico italiano (n. 1639)
- 1718 - Nicolas Guisnée, matematico francese
- 1725 - Charles-François Poerson, pittore francese (n. 1653)
- 1735 - Ferdinando Alberto II di Brunswick-Lüneburg, duca (n. 1680)
- 1739 - Giovanni Antonio Pucci, pittore e poeta italiano (n. 1677)
- 1740 - Pietro Bianchi, pittore italiano (n. 1694)
- 1747 - Philip Johan von Strahlenberg, militare, geografo e cartografo svedese (n. 1677)
- 1754 - Alexander Leslie, V conte di Leven, nobile scozzese (n. 1695)
- 1754 - Eustachio Palma, vescovo cattolico italiano (n. 1676)
- 1764 - Nathaniel Bliss, astronomo e religioso britannico (n. 1700)
- 1768 - Antoine Deparcieux, matematico francese (n. 1703)
- 1768 - Mary Lepell, nobildonna inglese (n. 1700)
- 1775 - Antoine Touron, presbitero, storico e biografo francese (n. 1686)
- 1777 - John Bartram, botanico statunitense (n. 1699)
- 1779 - Giovanni Fortunato Bianchini, medico italiano (n. 1719)
- 1784 - Giovanni Battista Visconti, archeologo italiano (n. 1722)
- 1788 - George Montagu, IV duca di Manchester, politico e diplomatico inglese (n. 1737)
- 1790 - Johann Nikolaus von Hontheim, vescovo cattolico, storico e teologo tedesco (n. 1701)
- 1791 - František Kočvara, violista, contrabbassista e compositore ceco
- 1792 - Jean-Marie du Lau d'Alleman, arcivescovo cattolico francese (n. 1738)
- 1792 - Nicolas-Joseph Beaurepaire, militare francese (n. 1740)
- 1792 - Ambroise-Augustin Chevreux, religioso, abate e presbitero francese (n. 1728)
- 1792 - Salomone Leclerq, religioso francese (n. 1745)
- 1792 - Marc-Antoine Thierry de Ville-d'Avray, nobile francese (n. 1732)
- 1792 - François Joseph Pey, presbitero francese (n. 1759)
- 1792 - François-Joseph de La Rochefoucauld, vescovo cattolico francese (n. 1736)
- 1792 - Pierre-Louis de La Rochefoucauld, vescovo cattolico francese (n. 1744)
- 1792 - Armand Marc de Montmorin-Saint-Hérem, politico francese (n. 1745)

## XIX secolo(57)
- 1803 - Adeodato Turchi, vescovo cattolico italiano (n. 1724)
- 1806 - Leopold Alois Hoffmann, scrittore, giornalista e agente segreto austriaco (n. 1760)
- 1807 - Antonio Casimir Cartellieri, compositore tedesco (n. 1772)
- 1809 - Carlo Ambrogio d'Austria-Este, arcivescovo cattolico italiano (n. 1785)
- 1813 - Ignacio Elizondo, generale spagnolo (n. 1766)
- 1813 - Jean Victor Marie Moreau, generale francese (n. 1763)
- 1820 - Jiaqing, imperatore cinese (n. 1760)
- 1820 - Cosimo Moschettini, scienziato italiano (n. 1747)
- 1822 - Abbondio Bernasconi, avvocato, notaio e politico svizzero (n. 1757)
- 1827 - Filippo Comerio, pittore italiano (n. 1747)
- 1829 - Federico Manfredini, politico italiano (n. 1743)
- 1832 - Franz Xaver von Zach, astronomo ungherese (n. 1754)
- 1833 - Ludwig von Starhemberg, nobile e diplomatico austriaco (n. 1762)
- 1834 - Thomas Telford, ingegnere scozzese (n. 1757)
- 1835 - Hussein Shah di Johor, sovrano malese (n. 1776)
- 1837 - Pasquale Abate, patriota italiano (n. 1813)
- 1840 - Franz Meyen, medico e botanico tedesco (n. 1804)
- 1841 - Francesco Rosaspina, incisore italiano (n. 1762)
- 1844 - Vincenzo Camuccini, pittore e restauratore italiano (n. 1771)
- 1845 - Bernardino Rivadavia, politico argentino (n. 1780)
- 1845 - Pierre-Paul Royer-Collard, politico e filosofo francese (n. 1763)
- 1848 - Pietro Giordani, scrittore italiano (n. 1774)
- 1851 - William Nicol, fisico e geologo scozzese (n. 1770)
- 1851 - Matija Vertovc, storico e agronomo sloveno (n. 1784)
- 1852 - Emilio Pugliese, poeta, rivoluzionario e patriota italiano (n. 1811)
- 1853 - Luigi Chitti, economista e filosofo italiano (n. 1784)
- 1853 - Luigi Deleidi, pittore italiano (n. 1784)
- 1854 - Pierre Alphonse Laurent, matematico francese (n. 1813)
- 1857 - Martin Lichtenstein, medico, esploratore e zoologo tedesco (n. 1780)
- 1859 - Delia Bacon, scrittrice statunitense (n. 1811)
- 1863 - Camillo Romanino, flautista italiano (n. 1803)
- 1864 - Karl Eduard von Napiersky, storico della letteratura lettone (n. 1793)
- 1865 - William Rowan Hamilton, matematico, fisico e astronomo irlandese (n. 1805)
- 1865 - Jozef Urbanovský, attivista e presbitero slovacco (n. 1793)
- 1867 - Vincenzo Niutta, magistrato e giurista italiano (n. 1802)
- 1868 - Michele Canzio, architetto, scenografo e pittore italiano (n. 1787)
- 1870 - Claude Théodore Decaen, generale francese (n. 1811)
- 1870 - Samuel Maverick, avvocato statunitense (n. 1803)
- 1870 - Arthur Saint-Léon, ballerino e coreografo francese (n. 1815)
- 1870 - Charles Joseph, conte de Flahaut, nobile e generale francese (n. 1785)
- 1872 - Nicolai Frederik Severin Grundtvig, poeta, storico e pedagogo danese (n. 1783)
- 1874 - John G. Foster, generale statunitense (n. 1823)
- 1877 - Konstantinos Kanaris, ammiraglio e politico greco (n. 1790)
- 1877 - Chikako, principessa Kazu, principessa giapponese (n. 1846)
- 1878 - Henry Huntly Haight, politico statunitense (n. 1825)
- 1881 - Carlo Fenzi, banchiere e politico italiano (n. 1823)
- 1883 - Léon Halévy, drammaturgo, storico e giornalista francese (n. 1802)
- 1883 - Frederik Storch, pittore danese (n. 1805)
- 1884 - Karl Herwarth von Bittenfeld, generale prussiano (n. 1796)
- 1885 - Giuseppe Antonio Ottavi, agronomo e divulgatore scientifico francese (n. 1818)
- 1889 - Samuel Austin Allibone, scrittore e bibliotecario statunitense (n. 1816)
- 1889 - Alessandro Pavia, fotografo e patriota italiano (n. 1824)
- 1891 - August von Pelzeln, ornitologo austriaco (n. 1825)
- 1897 - Tommaso Vallauri, filologo classico, latinista e politico italiano (n. 1805)
- 1898 - Theodorus Marinus Roest, numismatico olandese (n. 1832)
- 1898 - Wilford Woodruff, missionario statunitense (n. 1807)
- 1899 - Ernest Renshaw, tennista britannico (n. 1861)

## XX secolo(247)
- 1901 - Luigi Maria d'Albertis, esploratore, naturalista e botanico italiano (n. 1841)
- 1902 - Marino Ballini, patriota e politico italiano (n. 1827)
- 1903 - Filippo Ferrari, patriota e militare italiano (n. 1836)
- 1907 - George FitzGeorge, ufficiale inglese (n. 1843)
- 1907 - Kuga Katsunan, giornalista giapponese (n. 1857)
- 1910 - Henri Rousseau, pittore francese (n. 1844)
- 1912 - Carlo Cavanenghi, dirigente sportivo italiano (n. 1859)
- 1913 - Okakura Kakuzō, scrittore giapponese (n. 1862)
- 1913 - Filippo Spatafora, patriota e politico italiano (n. 1830)
- 1914 - Giuseppe Gatti, archeologo, epigrafista e storico italiano (n. 1838)
- 1917 - Onorato Caetani, nobile e politico italiano (n. 1842)
- 1917 - Boris Vladimirovič Štjurmer, politico russo (n. 1848)
- 1918 - John Forrest, esploratore australiano (n. 1847)
- 1918 - Julius Tafel, chimico tedesco (n. 1862)
- 1918 - Georg von Waldburg-Zeil, principe e militare tedesco (n. 1867)
- 1919 - Nicola Balenzano, politico italiano (n. 1848)
- 1919 - Georges Clairin, pittore francese (n. 1843)
- 1920 - Domenico Ghidoni, scultore italiano (n. 1857)
- 1920 - Victoriano Guisasola y Menéndez, cardinale e arcivescovo cattolico spagnolo (n. 1852)
- 1920 - Dee Lampton, attore statunitense (n. 1898)
- 1920 - Charles James Lyall, funzionario britannico (n. 1845)
- 1921 - Napoleone Colajanni, politico e saggista italiano (n. 1847)
- 1921 - Henry Austin Dobson, poeta britannico (n. 1840)
- 1921 - Ernest Dupré, psichiatra e psicologo francese (n. 1862)
- 1921 - William Maynard, calciatore inglese (n. 1853)
- 1922 - Henry Lawson, scrittore e poeta australiano (n. 1867)
- 1923 - Clelia Romano Pellicano, scrittrice e giornalista italiana (n. 1873)
- 1924 - Dario Resta, pilota automobilistico italiano (n. 1882)
- 1925 - Johanna Bonger, pittrice olandese (n. 1862)
- 1929 - Paul Leni, regista e scenografo tedesco (n. 1885)
- 1930 - Joseph Alzin, sollevatore e lottatore lussemburghese (n. 1893)
- 1930 - Luigi Cangiullo, tuffatore italiano (n. 1897)
- 1930 - Roberto Ghiglianovich, politico e patriota italiano (n. 1863)
- 1930 - Raoul Stojsavljevic, aviatore e militare austro-ungarico (n. 1887)
- 1931 - Riccardo Cattaneo, giurista e politico italiano (n. 1854)
- 1931 - Fredric Landelius, tiratore a segno e tiratore a volo svedese (n. 1884)
- 1933 - Georges Leygues, politico francese (n. 1857)
- 1933 - Francesco de Pinedo, aviatore e generale italiano (n. 1890)
- 1933 - Francisco Henríquez de Zubiría, tiratore di fune colombiano (n. 1869)
- 1934 - James Allan, rugbista a 15 neozelandese (n. 1860)
- 1934 - Russ Columbo, cantante, violinista e attore statunitense (n. 1908)
- 1934 - Alcide Nunez, clarinettista statunitense (n. 1884)
- 1934 - Clara Shortridge Foltz, avvocata e attivista statunitense (n. 1849)
- 1934 - Johann Baptist Walpoth, scultore italiano (n. 1911)
- 1935 - Anto Gvozdenović, militare e politico montenegrino (n. 1853)
- 1935 - Girolamo Vitelli, filologo classico, grecista e papirologo italiano (n. 1849)
- 1936 - Adolfo Dollero, storico italiano (n. 1872)
- 1936 - Ernesto Monico, militare e aviatore italiano (n. 1910)
- 1936 - Niels Neergaard, politico danese (n. 1854)
- 1937 - Pierre de Coubertin, dirigente sportivo, pedagogo e storico francese (n. 1863)
- 1937 - Aleksandr Gavrilovič Šljapnikov, rivoluzionario e politico russo (n. 1885)
- 1938 - Ángel Arocha, calciatore spagnolo (n. 1907)
- 1940 - Maude Abbott, medico canadese (n. 1869)
- 1940 - Eddie Collins, attore statunitense (n. 1883)
- 1940 - Giulio Gatti Casazza, impresario teatrale italiano (n. 1869)
- 1942 - Alfredo Ascoli, giurista italiano (n. 1863)
- 1942 - Giovanni Stassi, militare italiano (n. 1918)
- 1943 - Ernest Ebbage, tiratore di fune britannico (n. 1873)
- 1943 - Marsden Hartley, pittore e poeta statunitense (n. 1877)
- 1943 - Antonio Mancino, carabiniere italiano (n. 1919)
- 1944 - Gustav Aschaffenburg, psichiatra tedesco (n. 1866)
- 1944 - Albino Badinelli, carabiniere italiano (n. 1920)
- 1944 - Otello Boccherini, militare italiano (n. 1918)
- 1944 - Eldo Capanna, militare italiano (n. 1917)
- 1944 - Eugenio Gestri, ciclista su strada italiano (n. 1905)
- 1944 - Arrigo Guerci, militare, aviatore e partigiano italiano (n. 1920)
- 1944 - Olavi Laiho, militare finlandese (n. 1907)
- 1944 - Constant van Langhendonck, cavaliere belga (n. 1870)
- 1944 - Paul Laux, generale tedesco (n. 1887)
- 1944 - Hendrikus Albertus Lorentz, esploratore e diplomatico olandese (n. 1871)
- 1944 - George W. Norris, avvocato e politico statunitense (n. 1861)
- 1944 - Arthur Smith Woodward, paleontologo britannico (n. 1864)
- 1944 - Edoardo Spasiano, prefetto e politico italiano (n. 1879)
- 1944 - Shirō Takasu, ammiraglio giapponese (n. 1884)
- 1944 - Manfred von Killinger, militare e politico tedesco (n. 1886)
- 1945 - Mason Phelps, golfista statunitense (n. 1885)
- 1945 - Roekiah, attrice e cantante indonesiana (n. 1917)
- 1946 - Edward Alphonso Goldman, zoologo statunitense (n. 1873)
- 1948 - Giovanni Scano, avvocato e politico italiano (n. 1902)
- 1948 - Sylvanus Morley, archeologo statunitense (n. 1883)
- 1949 - Chance Ward, attore cinematografico e regista cinematografico statunitense (n. 1877)
- 1950 - Agostino D'Incà, politico e antifascista italiano (n. 1893)
- 1950 - Frank Graham, conduttore radiofonico e doppiatore statunitense (n. 1914)
- 1950 - Léon Gurekian, architetto armeno (n. 1871)
- 1950 - Giuseppe Moreschi, ciclista su strada italiano (n. 1871)
- 1952 - Hans von Rosen, cavaliere svedese (n. 1888)
- 1953 - Hendrik Offerhaus, canottiere olandese (n. 1875)
- 1953 - Leon Tuck, hockeista su ghiaccio statunitense (n. 1891)
- 1953 - Jonathan Mayhew Wainwright IV, generale statunitense (n. 1883)
- 1954 - Fernando Malavolti, archeologo e speleologo italiano (n. 1913)
- 1954 - Franz Neumann, politologo, filosofo e giurista tedesco (n. 1900)
- 1955 - Henri Dulac, matematico e docente francese (n. 1870)
- 1955 - Kim Bo-hyon, nordcoreano (n. 1871)
- 1955 - Axel Persson, ciclista su strada svedese (n. 1888)
- 1956 - Maria Enrichetta d'Asburgo-Teschen, principessa austriaca (n. 1883)
- 1957 - Peter Freuchen, esploratore, antropologo e scrittore danese (n. 1886)
- 1958 - Nikolaj Pavlovič Anciferov, storico e etnologo sovietico (n. 1889)
- 1958 - Alis Guggenheim, pittrice e scultrice svizzera (n. 1896)
- 1959 - Lajos Weber, calciatore ungherese (n. 1904)
- 1960 - Joseph Curtel, ciclista su strada francese (n. 1893)
- 1960 - Hector Hogan, velocista australiano (n. 1931)
- 1961 - Gian Maria Cominetti, regista e sceneggiatore italiano (n. 1884)
- 1961 - Angelo De Magistris, calciatore italiano (n. 1886)
- 1961 - Fred Kelsey, attore, regista e sceneggiatore statunitense (n. 1884)
- 1963 - Angelo Gardellin, ciclista su strada, pistard e scrittore italiano (n. 1884)
- 1963 - Fazlollah Zahedi, politico e generale iraniano (n. 1892)
- 1964 - Morris Ankrum, attore statunitense (n. 1897)
- 1964 - Francisco Craveiro Lopes, generale e politico portoghese (n. 1894)
- 1964 - Henri Hanlet, ciclista su strada belga (n. 1888)
- 1964 - Emilio Orlandini, ufficiale e aviatore italiano (n. 1910)
- 1964 - Alvin York, militare statunitense (n. 1887)
- 1965 - Louis Baillon, hockeista su prato britannico (n. 1881)
- 1965 - Johannes Bobrowski, scrittore e poeta tedesco (n. 1917)
- 1965 - Felix E. Feist, regista statunitense (n. 1910)
- 1965 - Gesualdo Manzella Frontini, poeta, giornalista e scrittore italiano (n. 1885)
- 1965 - Gino Pestelli, giornalista e pubblicitario italiano (n. 1885)
- 1966 - Eugenio Levi, critico letterario italiano (n. 1876)
- 1966 - James Howard McGrath, politico statunitense (n. 1903)
- 1966 - Yasuji Okamura, generale giapponese (n. 1884)
- 1967 - Elizabeth Daly, scrittrice statunitense (n. 1878)
- 1967 - Philip Sainton, compositore, violinista e direttore d'orchestra inglese (n. 1891)
- 1968 - Antoine Gentien, tennista francese (n. 1905)
- 1968 - Giuseppe Girgenti, politico, prefetto e avvocato italiano (n. 1905)
- 1968 - Siegfried Rasp, generale tedesco (n. 1898)
- 1968 - Giuseppe Tugnoli, pesista e discobolo italiano (n. 1888)
- 1969 - Ho Chi Minh, rivoluzionario, politico e patriota vietnamita (n. 1890)
- 1969 - Willy Mairesse, pilota automobilistico belga (n. 1928)
- 1970 - Nuccia Bongiovanni, cantante italiana (n. 1930)
- 1970 - Kiyoshi Hasegawa, ammiraglio giapponese (n. 1883)
- 1970 - Marie-Pierre Kœnig, generale e politico francese (n. 1898)
- 1970 - Mercedes Llopart, soprano spagnolo (n. 1895)
- 1971 - Mario Frosali, triplista e lunghista italiano (n. 1912)
- 1971 - Johannes Hessen, presbitero, filosofo e teologo tedesco (n. 1889)
- 1971 - Theodor Lohrmann, calciatore tedesco (n. 1898)
- 1971 - Henrik Robert, velista norvegese (n. 1887)
- 1971 - Federico Valli, editore e produttore cinematografico italiano (n. 1906)
- 1972 - Marinus Anton Donk, micologo olandese (n. 1908)
- 1972 - Reggie Harding, cestista statunitense (n. 1942)
- 1972 - Ivan Stepanovič Jumašev, ammiraglio e politico sovietico (n. 1895)
- 1972 - Walter Schneiter, calciatore svizzero (n. 1923)
- 1972 - Karl Silberbauer, militare austriaco (n. 1911)
- 1973 - Carl Dudley, regista e produttore cinematografico statunitense (n. 1910)
- 1973 - Norberto Mola, direttore di coro e direttore d'orchestra italiano (n. 1902)
- 1973 - Şirəli Müslümov, centenario azero (n. 1805)
- 1973 - J. R. R. Tolkien, scrittore, filologo e glottoteta britannico (n. 1892)
- 1974 - Maureen Gardner, ostacolista britannica (n. 1928)
- 1974 - Robert Minton, bobbista statunitense (n. 1904)
- 1974 - Konstantin Raudive, romanziere e filosofo lettone (n. 1909)
- 1975 - Paolo Angioy, generale italiano (n. 1890)
- 1975 - Alberto Domínguez, compositore messicano (n. 1906)
- 1975 - Angelo Frattini, scultore italiano (n. 1910)
- 1975 - Mario Giani, calciatore italiano (n. 1912)
- 1975 - Piero Operti, storico italiano (n. 1896)
- 1975 - Mabel Vernon, pacifista statunitense (n. 1883)
- 1976 - Pietro Bianchi, critico cinematografico, critico letterario e giornalista italiano (n. 1909)
- 1976 - Ludovico Camangi, ingegnere e politico italiano (n. 1903)
- 1976 - Stanisław Grochowiak, poeta e scrittore polacco (n. 1934)
- 1976 - Renato Pinciroli, attore italiano (n. 1905)
- 1977 - John Logan, cestista e allenatore di pallacanestro statunitense (n. 1921)
- 1977 - Nuzha del Marocco, principessa marocchina (n. 1940)
- 1978 - Giuseppe Cellai, calciatore italiano (n. 1922)
- 1978 - Adalgiso Fior, poeta italiano (n. 1916)
- 1978 - Aldo Masseglia, cantante italiano (n. 1903)
- 1979 - Felix Aylmer, attore britannico (n. 1889)
- 1979 - Jacques Février, pianista francese (n. 1900)
- 1980 - Marcel Ciampi, pianista francese (n. 1891)
- 1980 - Richard Hanke, calciatore tedesco (n. 1910)
- 1980 - Claude Ménard, altista francese (n. 1906)
- 1980 - Josef Wendl, calciatore tedesco (n. 1906)
- 1981 - Tadeusz Baird, compositore polacco (n. 1928)
- 1981 - Antonio Gallus, aviatore e ufficiale italiano (n. 1939)
- 1981 - Guglielmo Gatti, archeologo italiano (n. 1905)
- 1981 - Ettore Pancini, fisico e partigiano italiano (n. 1915)
- 1982 - Tom Baker, attore statunitense (n. 1940)
- 1982 - Francesco Marzolo, ingegnere italiano (n. 1892)
- 1982 - Jay Novello, attore statunitense (n. 1904)
- 1982 - Seraphim Rose, presbitero statunitense (n. 1934)
- 1982 - Marvin Stalder, canottiere statunitense (n. 1905)
- 1982 - Ada Vojcik, attrice sovietica (n. 1905)
- 1983 - Gunnar Berggren, pugile svedese (n. 1908)
- 1983 - Franz Platko, allenatore di calcio e calciatore ungherese (n. 1898)
- 1983 - Charlotte Rudolph, fotografa tedesca (n. 1896)
- 1984 - Eino Purje, mezzofondista finlandese (n. 1900)
- 1985 - Anna Banti, scrittrice italiana (n. 1895)
- 1985 - Gonzalo Güell, avvocato, politico e diplomatico cubano (n. 1895)
- 1985 - Bob Kinney, cestista statunitense (n. 1920)
- 1985 - Abe Lenstra, calciatore e allenatore di calcio olandese (n. 1920)
- 1985 - Rafael Ramos Pérez, ciclista su strada spagnolo (n. 1911)
- 1985 - Jay Youngblood, wrestler statunitense (n. 1955)
- 1985 - Alex Stevenson, calciatore irlandese (n. 1912)
- 1985 - Amos Zanibelli, politico italiano (n. 1925)
- 1986 - Luciano Fabbri, calciatore italiano (n. 1923)
- 1986 - Otto Glória, calciatore e allenatore di calcio brasiliano (n. 1917)
- 1986 - Tito Salomoni, pittore italiano (n. 1928)
- 1986 - Charlotte Wolff, psicologa tedesca (n. 1897)
- 1987 - Leon Blevins, cestista e allenatore di pallacanestro statunitense (n. 1926)
- 1987 - Marcello Carapezza, chimico, geologo e vulcanologo italiano (n. 1928)
- 1987 - Alfredo Oscar Saint-Jean, generale e politico argentino (n. 1926)
- 1988 - Gabriele Patriarca, pittore italiano (n. 1916)
- 1989 - Marcel Darrieux, violinista francese (n. 1891)
- 1989 - Johannes Heinrich Emminghaus, teologo tedesco (n. 1916)
- 1989 - Eugenio Musolino, politico italiano (n. 1893)
- 1989 - Robert Watts, artista statunitense (n. 1923)
- 1990 - John Bowlby, psicologo, medico e psicoanalista britannico (n. 1907)
- 1990 - Erich Herker, hockeista su ghiaccio tedesco (n. 1905)
- 1990 - Jože Javoršek, scrittore sloveno (n. 1920)
- 1990 - Ettore Musco, generale italiano (n. 1899)
- 1991 - Arnol'd Černuševič, schermidore sovietico (n. 1933)
- 1991 - Alfonso García Robles, politico e diplomatico messicano (n. 1911)
- 1991 - Laura Riding, scrittrice, poetessa e critica letteraria statunitense (n. 1901)
- 1992 - Piero Angelo Balzardi, politico italiano (n. 1936)
- 1992 - Baltasar Sangchili, pugile spagnolo (n. 1911)
- 1992 - Barbara McClintock, biologa statunitense (n. 1902)
- 1992 - Sergio Moroni, politico italiano (n. 1947)
- 1994 - Giovanni Boano, politico italiano (n. 1922)
- 1994 - Walter Chyzowych, calciatore e allenatore di calcio polacco (n. 1937)
- 1994 - Ricardo Conde, nuotatore e pallanuotista spagnolo (n. 1930)
- 1994 - Édouard Delberghe, ciclista su strada francese (n. 1935)
- 1994 - Andrea Ghira, criminale italiano (n. 1953)
- 1994 - Otto Hunsche, avvocato e poliziotto tedesco (n. 1911)
- 1994 - Edward Francis Kelly, vescovo cattolico australiano (n. 1917)
- 1994 - Giuseppe Martano, ciclista su strada italiano (n. 1910)
- 1994 - Vittorio Pastori, presbitero e missionario italiano (n. 1926)
- 1994 - Arturo Tofanelli, scrittore, giornalista e traduttore italiano (n. 1908)
- 1995 - Edoardo Bortolotti, calciatore italiano (n. 1970)
- 1995 - Václav Neumann, direttore d'orchestra e violista ceco (n. 1920)
- 1996 - André Chastagnol, epigrafista e storico francese (n. 1920)
- 1996 - Karl Frenzel, militare tedesco (n. 1911)
- 1996 - Aleksandr Markin, calciatore sovietico (n. 1949)
- 1996 - Aldo Montano, schermidore italiano (n. 1910)
- 1996 - Tullio Vinay, pastore protestante, teologo e politico italiano (n. 1909)
- 1997 - Rudolf Bing, direttore artistico austriaco (n. 1902)
- 1997 - Viktor Frankl, neurologo, psichiatra e filosofo austriaco (n. 1905)
- 1997 - Warner Tjardus Koiter, ingegnere olandese (n. 1914)
- 1998 - Jackie Blanchflower, calciatore nordirlandese (n. 1933)
- 1998 - Allen Drury, scrittore e giornalista statunitense (n. 1918)
- 1998 - Vincent de Paul Phạm Văn Dụ, vescovo cattolico vietnamita (n. 1922)
- 1999 - Romolo Carboni, arcivescovo cattolico italiano (n. 1911)
- 1999 - Alteo Dolcini, storico e pubblicista italiano (n. 1923)
- 1999 - Margherita Guarducci, archeologa italiana (n. 1902)
- 1999 - Lajos Szűcs, sollevatore ungherese (n. 1946)
- 2000 - Vicente Asensi, calciatore spagnolo (n. 1919)
- 2000 - Giovanni Giraudo, funzionario e politico italiano (n. 1912)
- 2000 - Heinz Harmel, generale tedesco (n. 1906)
- 2000 - Ognjen Petrović, calciatore jugoslavo (n. 1948)
- 2000 - Elvera Sanchez, ballerina statunitense (n. 1905)
- 2000 - Curt Siodmak, scrittore, regista e sceneggiatore statunitense (n. 1902)

## XXI secolo(128)
- 2001 - Christiaan Barnard, chirurgo sudafricano (n. 1922)
- 2001 - Troy Donahue, attore statunitense (n. 1936)
- 2002 - F.X. Toole, pugile, allenatore di pugilato e scrittore statunitense (n. 1930)
- 2002 - Ken Menke, cestista e allenatore di pallacanestro statunitense (n. 1922)
- 2003 - George Chubb, III barone Hayter, politico inglese (n. 1911)
- 2003 - Seiji Igarashi, cestista giapponese (n. 1946)
- 2003 - Henry Joseph Kennedy, vescovo cattolico australiano (n. 1915)
- 2003 - Ptolemy Reid, politico guyanese (n. 1918)
- 2003 - Bruce Waibel, musicista statunitense (n. 1958)
- 2004 - Donald Leslie, ingegnere, progettista e inventore statunitense (n. 1911)
- 2004 - Francesco Mander, direttore d'orchestra e compositore italiano (n. 1915)
- 2004 - Ozren Nedoklan, calciatore e allenatore di calcio jugoslavo (n. 1922)
- 2004 - Joan Oró, biochimico spagnolo (n. 1923)
- 2004 - Angelo Paravisi, vescovo cattolico italiano (n. 1930)
- 2004 - Marcel Rewenig, calciatore lussemburghese (n. 1921)
- 2005 - Bob Denver, attore e comico statunitense (n. 1935)
- 2006 - Bob Mathias, multiplista e politico statunitense (n. 1930)
- 2006 - Otakar Nožíř, calciatore cecoslovacco (n. 1917)
- 2006 - Dewey Redman, sassofonista statunitense (n. 1931)
- 2006 - Willi Ninja, ballerino e coreografo statunitense (n. 1961)
- 2006 - Andy Tonkovich, cestista statunitense (n. 1922)
- 2007 - Diego Chafer, ciclista su strada spagnolo (n. 1913)
- 2007 - Detlef Franke, egittologo tedesco (n. 1952)
- 2007 - Marcia Mae Jones, attrice statunitense (n. 1924)
- 2007 - Nando Matola, calciatore mozambicano (n. 1982)
- 2007 - Alberto Nirenstein, giornalista e scrittore apolide (n. 1916)
- 2007 - Walter Ocampo, nuotatore messicano (n. 1928)
- 2008 - Jaroslav Beránek, cestista cecoslovacco (n. 1950)
- 2008 - Giovanni Cantagalli, martellista italiano (n. 1914)
- 2008 - Arne Domnérus, sassofonista e clarinettista svedese (n. 1924)
- 2008 - Michael Mallett, storico inglese (n. 1932)
- 2008 - Bill Melendez, animatore, doppiatore e regista messicano (n. 1916)
- 2009 - Roger Aubert, presbitero, storico e teologo belga (n. 1914)
- 2009 - Guy Babylon, tastierista statunitense (n. 1956)
- 2009 - Guido Canella, architetto italiano (n. 1931)
- 2009 - Luigi Cortesi, storico, politologo e saggista italiano (n. 1929)
- 2009 - Bill Hefner, politico statunitense (n. 1930)
- 2009 - Christian Poveda, fotografo e giornalista spagnolo (n. 1955)
- 2009 - Mohamed Alí Seineldín, militare argentino (n. 1933)
- 2010 - Giulio Cattaneo, scrittore, critico letterario e italianista italiano (n. 1925)
- 2010 - Shmuel Eisenstadt, sociologo israeliano (n. 1923)
- 2010 - Valerij Ustjužin, sollevatore sovietico (n. 1945)
- 2011 - Lennart Magnusson, schermidore svedese (n. 1924)
- 2011 - Alfonso Maierù, storico della filosofia italiano (n. 1939)
- 2012 - Gerardo Agostini, politico italiano (n. 1919)
- 2012 - Piero Farulli, violista italiano (n. 1920)
- 2012 - Emmanuel Nunes, compositore portoghese (n. 1941)
- 2013 - Valérie Benguigui, attrice francese (n. 1961)
- 2013 - Frederik Pohl, autore di fantascienza e curatore editoriale statunitense (n. 1919)
- 2013 - Isidro Sánchez García-Figueras, calciatore spagnolo (n. 1936)
- 2013 - Maurice Venezia, partigiano e superstite dell'Olocausto greco (n. 1921)
- 2014 - Pauline Bowden, cestista statunitense (n. 1925)
- 2014 - Nicola Cataldo, politico italiano (n. 1928)
- 2014 - Francesco Delfino, generale italiano (n. 1936)
- 2014 - Sirio Luginbühl, regista italiano (n. 1937)
- 2014 - Kong Lung, regista cinese (n. 1935)
- 2014 - Dino Menardi, giocatore di curling e hockeista su ghiaccio italiano (n. 1923)
- 2014 - Helena Rakoczy, ginnasta polacca (n. 1921)
- 2014 - Sándor Rozsnyói, siepista e insegnante ungherese (n. 1930)
- 2014 - Steven Sotloff, giornalista statunitense (n. 1983)
- 2014 - Valentina OK, cantante italiana (n. 1968)
- 2014 - Renzo Venturi, calciatore italiano (n. 1928)
- 2015 - Frans van Balkom, allenatore di calcio e calciatore olandese (n. 1939)
- 2015 - Willi Fuggerer, pistard tedesco (n. 1941)
- 2015 - Piero Livi, regista italiano (n. 1925)
- 2015 - Giuseppe Petitto, regista e produttore cinematografico italiano (n. 1969)
- 2015 - Mauro Vestri, attore italiano (n. 1938)
- 2016 - Jerry Heller, manager e produttore discografico statunitense (n. 1940)
- 2016 - Islom Karimov, politico uzbeko (n. 1938)
- 2016 - Paul Müller, attore svizzero (n. 1923)
- 2016 - Emilio Prini, artista italiano (n. 1943)
- 2016 - Antonina Seredina, canoista sovietica (n. 1929)
- 2016 - Daniel Willems, ciclista su strada e dirigente sportivo belga (n. 1956)
- 2016 - Eileen Younghusband, militare inglese (n. 1921)
- 2017 - Paolo Antonio Pirazzoli, geologo italiano (n. 1939)
- 2018 - Mario Silla Baglioni, politico italiano (n. 1937)
- 2018 - Juan Costas, velista spagnolo (n. 1945)
- 2018 - Karla Kienzl, slittinista austriaca (n. 1922)
- 2018 - Roger Lamy, calciatore francese (n. 1926)
- 2018 - Ian Lariba, tennistavolista filippina (n. 1994)
- 2018 - Ciro Mazzarella, mafioso italiano (n. 1940)
- 2018 - Katyna Ranieri, cantante e attrice italiana (n. 1925)
- 2018 - Giovanni Tabacchi, bobbista italiano (n. 1931)
- 2018 - Giovanni Battista Urbani, politico italiano (n. 1923)
- 2018 - Ehsan Yarshater, storico e iranista iraniano (n. 1920)
- 2019 - Mario Dalla Pietra, calciatore italiano (n. 1937)
- 2019 - Atli Eðvaldsson, calciatore e allenatore di calcio islandese (n. 1957)
- 2019 - Giordano Frosini, teologo, scrittore e giornalista italiano (n. 1927)
- 2019 - Andrea Gemma, vescovo cattolico e scrittore italiano (n. 1931)
- 2019 - Gyōji Matsumoto, calciatore giapponese (n. 1934)
- 2019 - Cosimo Ortesta, poeta e traduttore italiano (n. 1939)
- 2019 - Rainer Pethran, cestista tedesco (n. 1950)
- 2019 - Frederic Pryor, economista statunitense (n. 1933)
- 2019 - Jan Storms, ciclista su strada e dirigente sportivo belga (n. 1925)
- 2020 - Orlando Bertini, calciatore italiano (n. 1936)
- 2020 - Philippe Daverio, storico dell'arte, critico d'arte e conduttore televisivo italiano (n. 1949)
- 2020 - Fred Davies, calciatore e allenatore di calcio inglese (n. 1939)
- 2020 - David Graeber, antropologo e attivista statunitense (n. 1961)
- 2020 - Kang Kek Iew, politico e criminale di guerra cambogiano (n. 1942)
- 2020 - Maria Celeste Nardini, politica italiana (n. 1942)
- 2020 - Agustín Roberto Radrizzani, arcivescovo cattolico argentino (n. 1944)
- 2020 - Adrianus Simonis, cardinale e arcivescovo cattolico olandese (n. 1931)
- 2020 - William Yorzyk, nuotatore statunitense (n. 1933)
- 2020 - Gerald Young, calciatore inglese (n. 1936)
- 2020 - Dave Zeller, cestista statunitense (n. 1939)
- 2021 - Mad Clip, rapper statunitense (n. 1987)
- 2021 - Hans Antonsson, lottatore svedese (n. 1934)
- 2021 - Liliana Cano, pittrice italiana (n. 1924)
- 2021 - Daniele Del Giudice, scrittore italiano (n. 1949)
- 2021 - Keith McCants, giocatore di football americano statunitense (n. 1968)
- 2021 - Josephine Medina, tennistavolista filippina (n. 1970)
- 2021 - Ryan Sakoda, wrestler giapponese (n. 1972)
- 2021 - Mikīs Theodōrakīs, compositore e politico greco (n. 1925)
- 2021 - Aydın İbrahimov, lottatore sovietico (n. 1938)
- 2022 - Mišo Cebalo, scacchista croato (n. 1945)
- 2022 - Frank Drake, astronomo e astrofisico statunitense (n. 1930)
- 2022 - Manuel Duarte, calciatore portoghese (n. 1945)
- 2023 - Charlie Bowerman, cestista statunitense (n. 1939)
- 2023 - Giuseppe Ghiberti, presbitero, teologo e biblista italiano (n. 1934)
- 2023 - Salif Keïta, calciatore maliano (n. 1946)
- 2023 - Michele Miraglia, politico italiano (n. 1935)
- 2023 - Ilija Mitić, calciatore jugoslavo (n. 1940)
- 2023 - Shannon Wilcox, attrice statunitense (n. 1943)
- 2024 - James Darren, attore, cantante e direttore artistico statunitense (n. 1936)
- 2024 - Anders Grönlund, cestista svedese (n. 1943)
- 2024 - Rodolfo Hernández, imprenditore e politico colombiano (n. 1945)
- 2024 - Sante Marsili, pallanuotista italiano (n. 1950)
- 2024 - Aleksandr Medved', lottatore sovietico (n. 1937)